# 龍峰村
龍峰村（りゅうほうむら）は、八代郡にかつてあった村である。竜峰村、龍峯村、竜峯村とも表記した。

## 歴史
- 1889年4月1日 - 町村制が施行。西川田村、東川田村、興善寺村、岡谷川村、岡中村、岡小路村が合併して発足。
- 1961年3月1日 - 八代市に編入。

## 学校
- 龍峯小学校